# Casa do Governo (Road Town)
A Casa do Governo, localizado em Road Town, Tortola é a residência oficial do governador das Ilhas Virgens Britânicas.
A estrutura original, datada de 1899, foi destruída por um furacão em 1924. A estrutura atual foi construída no mesmo local de 1925 a 1926 e foi a casa de comissários, presidentes, administradores e governadores até 1999, quando foi considerada inadequada. O Island Sun publicou um editorial contra a demolição do edifício histórico e os membros do público expressaram seu desacordo com a decisão oficial. Em 2003, um novo Palácio do Governo foi construído em terreno adjacente, enquanto a antiga estrutura foi transformada em museu.
Em novembro de 2003, o governador Thomas Macan mudou-se para a nova residência localizada em Tortola. O projeto incluiu a construção do novo Palácio do Governo e um salão de recepção, bem como a restauração do antigo Palácio do Governo, que agora é um museu. A estrutura foi construída pela Meridian Construction e projetada pela OBM e FCO Estates.